# Sobotište
Sobotište é um município da Eslováquia, situado no distrito de Senica, na região de Trnava. Tem 32,254 km² de área e sua população em 2019 foi estimada em 1464 habitantes.

## Demografia
| Ano:        | 1994 | 2004   | 2014   | 2024   |
| ----------- | ---- | ------ | ------ | ------ |
| Broj ljudi: | 1582 | 1536   | 1485   | 1483   |
| Razlika:    |      | -2,90% | -3,32% | -0,13% |

| Ano:               | 2023 | 2024   |
| ------------------ | ---- | ------ |
| Número de pessoas: | 1476 | 1483   |
| Diferença:         |      | +0,47% |